# Raymond Raymond
Pour l’article homonyme, voir Raymond.
Raymond Raymond (né le 18 janvier 1905 et décédé le 18 mars 1978) est un avocat et homme politique fédéral du Québec.

## Biographie
Né à Labelle dans la région des Laurentides, il devient député du Parti libéral du Canada dans la circonscription fédérale Terrebonne en 1957. Il est défait par le progressiste-conservateur Marcel Deschambault en 1958.